# Sheikh Sibi
Sheikh Sibi (* 21. Februar 1998 in Serekunda) ist ein gambischer Fußballspieler, der als Fußballtorwart für den italienischen Serie-C-Gruppe-A-Club Virtus Verona und die gambische Nationalmannschaft spielt.

## Karriere
Sibi wurde in Serekunda als Sohn einer gambischen Mutter und eines mauretanischen Vaters geboren. Er verließ Gambia im Alter von 16 Jahren mit der Hoffnung, nach Europa auszuwandern. Während der Reise durchquerte er die Sahara und erreichte Tripolis, wo er fünf Monate lang als Maler arbeitete. Im Juli 2015 überquerte er mit einem Boot das Mittelmeer und erreichte die italienische Insel Lampedusa.

### Vereinskarriere
Nach seiner Ankunft in Italien wurde Sibi dem Costagrande-Aufnahmezentrum in Verona zugewiesen. Bald wechselte er zu Virtus Vita, einer gemeinnützigen Organisation, die Migranten willkommen heißt. Da Virtus Vita und Virtus Verona der gleichen Firma Vencomp gehörten, half es Sibi, seine Fußballkarriere fortzusetzen.
Sibi gab sein Vereinsdebüt für Virtus Verona am 30. Oktober 2016 bei einer 1:2-Niederlage in der Serie D gegen Union Feltre. Sein Serie-C- und Profidebüt gab er am 16. September 2018 bei einer 0:2-Niederlage gegen den FC Fermana.

### Internationale Karriere
Sibi wurde seit Juni 2019 mehrfach in die Nationalmannschaft Gambias berufen. Sein Länderspieldebüt gab er am 29. März 2021 bei einer 0:1-Niederlage gegen die Dem. Republik Kongo. Er spielte beim Afrikanischen Nationen-Pokal 2021, dem ersten kontinentalen Turnier seiner Nationalmannschaft, wo sie ein sensationelles Viertelfinale erreichten.